# Santa Josefina (São Tomé e Príncipe)
Santa Josefina é uma aldeia de São Tomé e Príncipe, localiza-se no Distrito de Caué, ilha de São Tomé, próxima às localidades de Wily e de Alto Douro.